# Mirsad Bešlija
Mirsad Bešlija (Živinice, 6 juli 1979) is een voormalig Bosnische voetballer. Zijn voorkeurspositie was op het middenveld, rechtsbuiten, omwille van zijn snelheid.

## Clubcarrière
Hij maakte zijn intrede in de Belgische Jupiler League bij KRC Genk. Daarna ging hij naar Schotland, meer bepaald bij Heart of Midlothian FC. Na daar anderhalf seizoen te blijven, keerde Beslija terug naar België. Er was concrete interesse van KSC Lokeren Oost-Vlaanderen, maar het was Sint-Truidense VV die de flankspeler voor een jaar binnenhaalde op uitleenbasis. In 2008 keerde hij terug naar Heart of Midlothian dat hem ontsloeg omdat zijn loon veel te hoog was vergeleken met zijn prestaties. Hij zat even zonder club, en ging daarna bij FK Željezničar Sarajevo spelen. Daar sloot hij begin 2013 zijn carrière af. Na zijn spelerscarrière werd hij scout.

## Interlandcarrière
Bešlija was ook Bosnisch international. Onder leiding van bondscoach Husnija Arapović maakte hij zijn debuut op 12 januari 2001 in de vriendschappelijke wedstrijd tegen Bangladesh (2-0-overwinning) in Kochi, India, net als Saša Papac, Milan Ozren, Nihad Sadibašić en Sead Seferović. Hij viel in dat duel na 45 minuten in voor collega-debutant Ozren.